# GBU-24
GBU-24 Paveway III – zaliczana do broni precyzyjnego rażenia amerykańska lotnicza bomba kierowana naprowadzana na cel podświetlony laserem, składająca się z bomby ogólnego przeznaczenia Mk. 84, bądź bomby penetrującej BLU-109, oraz laserowego układu naprowadzania Paveway III. GBU-24 Paveway III powstała w odpowiedzi na rozwój zaawansowanych systemów przeciwlotniczych, do działania w warunkach obniżonej widzialności. Zastosowanie systemu laserowego naprowadzania oraz możliwość stosowania spoza zasięgu ognia przeciwlotniczego przeciwnika, umożliwia bezpieczne stosowanie do rażenia celów silnie bronionych ogniem artyleryjskim. Nieokreślona liczba GBU-24 znajduje się na wyposażeniu polskich Sił Powietrznych, wykorzystujących ją do przenoszenia przez samoloty F-16.
Wersje:
- GBU-24/B – bomba burząca Mark 84 wagomiaru 2000 funtów wyposażona w głowicę naprowadzającą WGU-12/B oraz usterzenie BSU-84/B.
- GBU-24A/B – bomba penetrująca BLU-109/B wyposażona w głowicę naprowadzającą WGU-39/B oraz usterzenie BSU-84/B.
- GBU-24B/B – bomba penetrująca BLU-109A/B wyposażona w głowicę naprowadzającą WGU-39B/B oraz usterzenie BSU-84/B.